# Bob Gustafson
Pour les articles homonymes, voir Gustafson.
Bob Gustafson (né le 8 août 1920 à Brookline et mort le 28 novembre 2001 au Connecticut) est un auteur de bande dessinée américain. 

## Biographie
À partir de 1951, il assure l'essentiel des comic strips de Tillie the Toiler, son créateur Russ Westover s'en étant lassé, et reprend officiellement la série en 1954. Il l'anime jusqu'à l'annulation de celle-ci par King Features Syndicate en 1959. Ensuite, il travaille brièvement comme scénariste sur Joe Palooka, avant de rejoindre l'équipe de Mort Walker et de réaliser les comic books de Beetle Bailey jusqu'au début des années 1980.

## Prix
- 1963 : Prix du comic book de la National Cartoonists Society (NCS)
- 1972 : Prix du comic book humoristique de la NCS
- 1973 : Prix du comic book humoristique de la NCS
- 1983 : Prix du comic book de la NCS